# Scarlet
A Scarlet egy svéd heavy metal duó, akik 2018-ban alakultak, a két tagja Scarlet Hunts és Thirsty, akik nem fedik fel a valódi énjüket. A Melodifestivalen résztvevői voltak 2024-ben és 2025-ben.

## Történet
A zenekar tagjai Scarlet Hunts és Thirsty állítólag akkor találkoztak egymással először, amikor mindkettejüket felvették egy problémás fiatalokkal foglalkozó intézetbe. Ezután elkezdtek közösen zenét és dalszövegeket írni sötét múltuk alapján, kombinálva a jelen tapasztalataival, gondolataival és érzéseivel. Lírai témáik egyenesek, őszinték és cenzúrázatlanok. A kilétük titkos, azonban annyit lehet tudni róluk, hogy mind a ketten december 13-án születtek. A duóként első aktív zenéléssel töltött évében a Scarlet fellépett a Sweden Rock Festivalon, a Gefle Metal Festivalon és a Knotfesten.
2018-ban a Scarlet szerződést írt alá az ART:ERY Music Group lemezkiadóval, ahol kiadták első három kislemezüket, az Age Of Seductiont, a Hail the Apocalypse-t és Killer Quinnt. A Scarlet 2020-ban szerződést írt alá a német Arising Empire lemezkiadóval, és az év novemberében kiadták debütáló albumukat, az Obey the Queent, amely pozitív kritikákat kapott a metal közösségben. 2021-ben a duó együttműködésbe kezdett a Held MGMT-vel.
2023. december 1-jén jelentette be az SVT, hogy a Scarlet bejutott a versenydalával a Melodifestivalen következő évi mezőnyébe. A Circus X című dalt először a február 24-én rendezett negyedik elődöntőben adták elő Eskilstunában, ahol 60 ponttal a negyedik helyen végeztek, így továbbjutottak a március 2-i vigaszágas szavazásra. Itt a tíz versenyző közül a negyedik helyen végeztek, így nem jutottak be a nemzeti válogatóműsor döntőjébe.
2024. november 26-án jelentette be az SVT, hogy a formáció ismét bejutott a versenydalával a Melodifestivalen következő évi mezőnyébe. A Sweet n' Psycho című dalt először a március 1-jén rendezett ötödik elődöntőben adták elő Jönköpingben, ahol a második helyen továbbjutottak a március 8-i döntőbe. Itt 64 pontot sikerült összegyűjteniük (31-et a nemzetközi zsűriktől és 33-at a nézőktől kaptak), mellyel összesítésben a hetedik helyen végeztek.

## Tagok
- Scarlet Hunts
- Thirsty

## Diszkográfia

### Albumok
- Obey the Queen (2020)

### Kislemezek
- Age of Seduction (2018)
- Hail the Apocalypse (2018)
- Killer Quinn (2018)
- End in Blood (2019)
- Beauty & Beast (2020)
- #bossbitch (2020)
- Love Heroin (2020)
- Everybody Dies (2022)
- Circus X (2024)
- Sweet n' Psycho (2025)